# Marktplatz Galerie Bramfeld
De Marktplatz Galerie Bramfeld is een overdekt winkelcentrum in het stadsdeel Bramfeld in het district Wandsbek in Hamburg.

## Ligging
De Marktplatz Galerie is gelegen in het stadsdeel Bramfeld in Hamburg. Het trapeziumvormige gebouw grenst aan de zuidzijde aan de Herthastrasse, aan de westzijde aan de Bramfelder Chaussee, aan de noordkant aan bestaande beouwing, welke gescheiden is door een distributiestraat, en aan de oostzijde aan een voetgangersgebied.

## Geschiedenis
Op het terrein van 11.000 m² op de hoek van de Herthastrasse en de Bramfelder Chaussee was een bouwmarkt van Max Bahr gevestigd, werd in 2009 gestart met de bouw van het stadsdeelcentrum naar een ontwerp van architectenbureau Boge Johannsen. De projectontwikkelaar was BOMBAY Projektentwicklungs GmbH & Co. KG, een consortium van MATRIX Immobilien AG en Vivum GmbH. Het complex vergde een investering van € 80 miljoen. Op 7 april 2011 werd het winkelcentrum geopend.

## Gebruik
Het winkelcentrum heeft een verkoopvloeroppervlakte van 19.500 m² met ca. 60 winkels en horecagelegenheden, verdeeld over de begane grond, kelder en eerste verdieping. De ankerhuurders van het centrum zijn H&M, Woolworth, Rewe en C&A. Het winkelcentrum beschikt over een parkeergarage met ca. 435 parkeerplaatsen, verdeeld over de tweede verdieping en het parkeerdek op de derde verdieping.

## Eigendom en beheer
Het complex werd ontwikkeld door BOMBAY Projektentwicklungs GmbH & Co. KG, een consortium van MATRIX Immobilien AG en Vivum GmbH. Kort na de opening in 2011 verkocht Vivum zijn meerderheidsaandeel aan een niet bekend gemaakte Duitse investeerder voor een onbekend bedrag. Het beheer van het centrum is in handen van Bruhn Living Places Management GmbH (tot 2023 bekend onder de naam BCM Center Management GmbH).